# Мъртъв език
Мъртвият език е език, който е излязъл от употреба поради дадена причина (най-често поради измиране на всички, които го говорят).

## Причини за изчезването на езици
Изчезването на даден език може да настъпи по няколко различни начина:
- Постепенно изчезване: езикът изчезва в продължение на дълъг период.
- Възходящо изчезване: разговорният език започва да се променя.
- Низходящо изчезване: официалният език започва да се променя.
- Насилствено изчезване: избиване на всички говорещи съответния език, геноцид и др.
- Асимилация, която може да бъде доброволна или насилствена. Тя настъпва в двуезичните общества, които с течение на времето изоставят майчиния си език и започват да използват определяния като по-престижен втори език.
- Радикално изчезване, което настъпва в малки, изолирани общества, когато говорещите езика измират вследствие на геноцид, болест или природно бедствие.

Езиците обикновено се класифицират като мъртви още преди последният говорещ да умре, защото езикът е мъртъв на практика, щом не се използва за общуване. Езикът може да стане мъртъв и когато спре да бъде майчин език, т.е. когато родителите не приобщават децата си към този език и прекъсват процеса на предаване на езика между поколенията. Това явление обикновено протича бавно, като всяко следващо поколение използва съответния език все по-малко и все по-неефективно. Накрая езикът спира да се предава на новото поколение или новото поколение не може да говори гладко на този език и той се превръща в мъртъв език. Това се е случило с далматинския език.

## Съживяване на езици
Съживяването на езици има за цел да забави и да предотврати тяхното изчезване. Този процес се прилага към много езици с различен успех. Иврит е единственият пример за език, който става майчин, след като е бил изчезнал за дълъг период и е бил използван предимно за проповедничество. Подобни опити за съживяването на други езици се правени и с ирландския, уелския и хавайския език, където е постигнат по-малък успех.
В отговор на британския империализъм колониалното население с времето се ориентира към запазване на националната си идентичност най-често чрез защита на своя език и ограничаване на употребата на английския език. Подобен е случаят в Ирландия, където е предотвратено изчезването на ирландския език, макар днес той да е само език на малцинството. Подобни опити за спасяването на местните езици са правени и в Северна Америка, но без успех.

## Изчезване на език или естествена еволюция на езика
В лингвистиката изчезването на езика и естествената му промяна с течение на времето се класифицират като два отделни термина. Естествена езикова еволюция е налице, когато даден език се развива до такава степен, че на практика изоставя своята първоначална форма без естествени носители и се превръща в отделен език. Това явление се е случило със староанглийския език, който с течение на времето е еволюирал в средноанглийския език, а впоследствие и в съвременния английски език.
Естествената еволюция на езика може да доведе и до разделянето на даден език и обособяването на езикова група от дъщерни езици, при което първоначалната форма на езика се превръща в мъртъв език. Такъв е случаят с латинския език, който с течение на времето чрез простонародния латински език еволюира в съвременните романски езици. Това явление обаче не може да се класифицира като класически случай на мъртъв език, тъй като латинският език просто се е развил и е довел до създаването на нови езици, но на практика няма точно определен момент, в който латинският език е престанал да се използва.